# Биологическое
Биологическое (укр. Біологічне, до 2018 года — Падалки) — село,
Гожуловский сельский совет,
Полтавский район,
Полтавская область,
Украина.
Код КОАТУУ — 5324080704. Население по данным 1987 года составляло 600 человек.

## Географическое положение
Село Биологическое находится на берегах реки Полузерье,
выше по течению на расстоянии в 1 км расположено село Андреевка, ниже по течению на расстоянии в 2 км расположено село Соломаховка.
В 1992 году Полтавский областной совет принял решение о переименовании села Падалки в село Биологическое, однако Верховная Рада Украины соответствующее постановление приняла только 13 марта 2018 года.

## Объекты социальной сферы
- Дом культуры.